# Kazahsztáni németek
A kazahsztáni németek kisebbségi nép Kazahsztánban, a teljes népesség 1%-át tette ki 2020-ban. Leginkább az ország északkeleti részén élnek, Asztana és Öszkemen környéki városi lakosok. A Szovjetunió felbomlásakor közel egymilliónyian voltak, de azóta kivándoroltak, többnyire Németországba vagy Oroszországba. Számuk jelentősen csökkent 1989 és 2009 között, de 2015-ben enyhe növekedést mutatott, első ízben a Szovjetunió felbomlása óta.

## Történet
1895-ben már megjelentek az első német települések Akmolinszk környékén: a volgai németek áttelepülését az 1889-es és 1891-es rossz termés váltotta ki. A mai kazahsztáni németek elődeit a Volgai Német Autonóm Szovjet Szocialista Köztársaság 1941. augusztus 28-i feloszlatása után a Szovjetunió belügyminisztériuma rendeletére telepítették át, és eltiltották őket bizonyos foglalkozásoktól. Az 1950-es évek közepéig kötelesek voltak a parancsnokságon jelentkezni. 1941 és 1945 között számos kazahsztáni németet lágerekbe irányítottak kényszermunkára. A kitelepített volgai németek, a többi kitelepített nemzetiséghez hasonlóan, ki voltak téve a kulturális asszimilációnak. 
1972-ben több mint 3500 oroszországi német petíciót küldött Moszkvába, kérve egy autonóm köztársaság újbóli létrehozását a Volga vidékén. A kormány bizottságot állított fel a kérdés vizsgálatára. A bizottság 1976-ban egyetértett egy autonóm terület létrehozásával Kazahsztán északi részén, Jerejmentau központtal, Celinográdtól 140 kilométerre. A terület részben szűzföldön helyezkedett volna el. A kormány javaslata nagy ellenkezést szült Kazahsztánban, még nyilvános tiltakozásra is sor került, ami ritkaságnak számított a Szovjetunióban. A helyi kommunista pártvezetők szintén ellenezték a tervet. Az ötletből, amelyet még az oroszországi németek sem támogattak, mert ők kizárólag a Volgai Köztársaság helyreállítását tudták elképzelni, végül is semmi sem valósult meg.
Az 1989-es népszámlálás szerint 957 518 német származású állampolgár élt Kazahsztánban, ami a lakosság 5,8%-át tette ki. Ez több volt, mint Oroszország német származású lakossága (841 295 fő), beleértve Szibériát is.
Az 1980-as évek vége felé a kazahsztáni németek többsége kivándorolt Németországba. Csak kevesen próbáltak szerencsét Oroszországban, az Altaji határterület Német nemzetiségi járásában és az Omszki terület Azovói német nemzetiségi járásában, vagy pedig a Kalinyingrádi területen, az egykori Kelet-Poroszországban.
A legtöbb kazahsztáni német csak oroszul beszél. Történelmileg legtöbben protestáns keresztények voltak, de létezett egy római katolikus kisebbség is, néhányan pedig áttértek az ortodox vallásra. A legtöbb kazahsztáni német az északi régióban él.

## Fordítás
- Ez a szócikk részben vagy egészben  a   Kazakhstan Germans című angol Wikipédia-szócikk ezen változatának fordításán alapul.  Az eredeti cikk szerkesztőit annak laptörténete sorolja fel. Ez a jelzés csupán a megfogalmazás eredetét és a szerzői jogokat jelzi, nem szolgál a cikkben szereplő információk forrásmegjelöléseként.
- Ez a szócikk részben vagy egészben  a   Kasachstandeutsche című német Wikipédia-szócikk ezen változatának fordításán alapul.  Az eredeti cikk szerkesztőit annak laptörténete sorolja fel. Ez a jelzés csupán a megfogalmazás eredetét és a szerzői jogokat jelzi, nem szolgál a cikkben szereplő információk forrásmegjelöléseként.